# Pyramidelloidea
Pyramidelloidea es una superfamilia de caracoles de mar. En su mayoría son muy pequeños y se incluyen entre ellos moluscos gasterópodos marinos y micromoluscos dentro del clado Panpulmonata.
Se trata de un taxón voluminoso por encima del nivel de especie, cerca de 400 taxones hacen referencia a esta superfamilia de gasterópodos.
Pyramidelloidea tiene tanto miembros de fósiles y recientes. Ellos viven como ectoparásitos en los moluscos bivalvos y gusanos poliquetos, y tienen un estilete agudo y punzante en lugar de una rádula.

## Taxonomía
1999
Taxonomía de Schander, Van Aartsen & Corgan (1999).
- Superfamilia Pyramidelloidea Gray, 1840
  - Familia Amathinidae Ponder, 1987
  - Familia Ebalidae Warén, 1994 - synonym: Anisocyclidae van Aartsen, 1995
  - Familia Odostomiidae Pelseneer, 1928
    - Subfamilia Odostomiinae Pelseneer, 1928
    - Subfamilia Chrysallidinae Saurin, 1958
    - Subfamilia Odostomellinae Saurin, 1958
    - Subfamilia Cyclostremellinae Moore, 1966

  - Familia Pyramidellidae J. E. Gray, 1840
    - Subfamilia Pyramidellinae J.E. Gray, 1840
    - Subfamilia Sayellinae Wise, 1996

  - Familia Syrnolidae Saurin, 1958
    - Subfamilia Syrnolinae Saurin, 1958
    - Subfamilia Tiberiinae Saurin, 1958

  - Familia Turbonillidae Bronn, 1849
    - Subfamilia Turbonillinae Bronn, 1849
    - Subfamilia Eulimellinae Saurin, 1958
    - Subfamilia Cingulininae Saurin, 1959

2005
Pyramidelloidea ha sido clasificado dentro del grupo informal Allogastropoda en la Taxonomía de Gastropoda (Bouchet & Rocroi, 2005).
- Superfamilia Pyramidelloidea
  - Familia Pyramidellidae
  - Familia Amathinidae
  - † Familia Heteroneritidae
  - Familia Murchisonellidae

2010
Jörger redefinió los principales grupos dentro de la Heterobranchia y se trasladaron de Pyramidelloidea a Panpulmonata.

## Otros géneros
- Bidentata de Castellanos, 1982
- Calyptopolyptychia Gougerot, 1968
- Laeviselica Gougerot & Le Renard, 1977
- Lysacme Dall & Bartsch, 1904
- Oopyramis Thiele, 1930
- Sulcorinella Dall & Bartsch, 1904